# Druckluftnagler

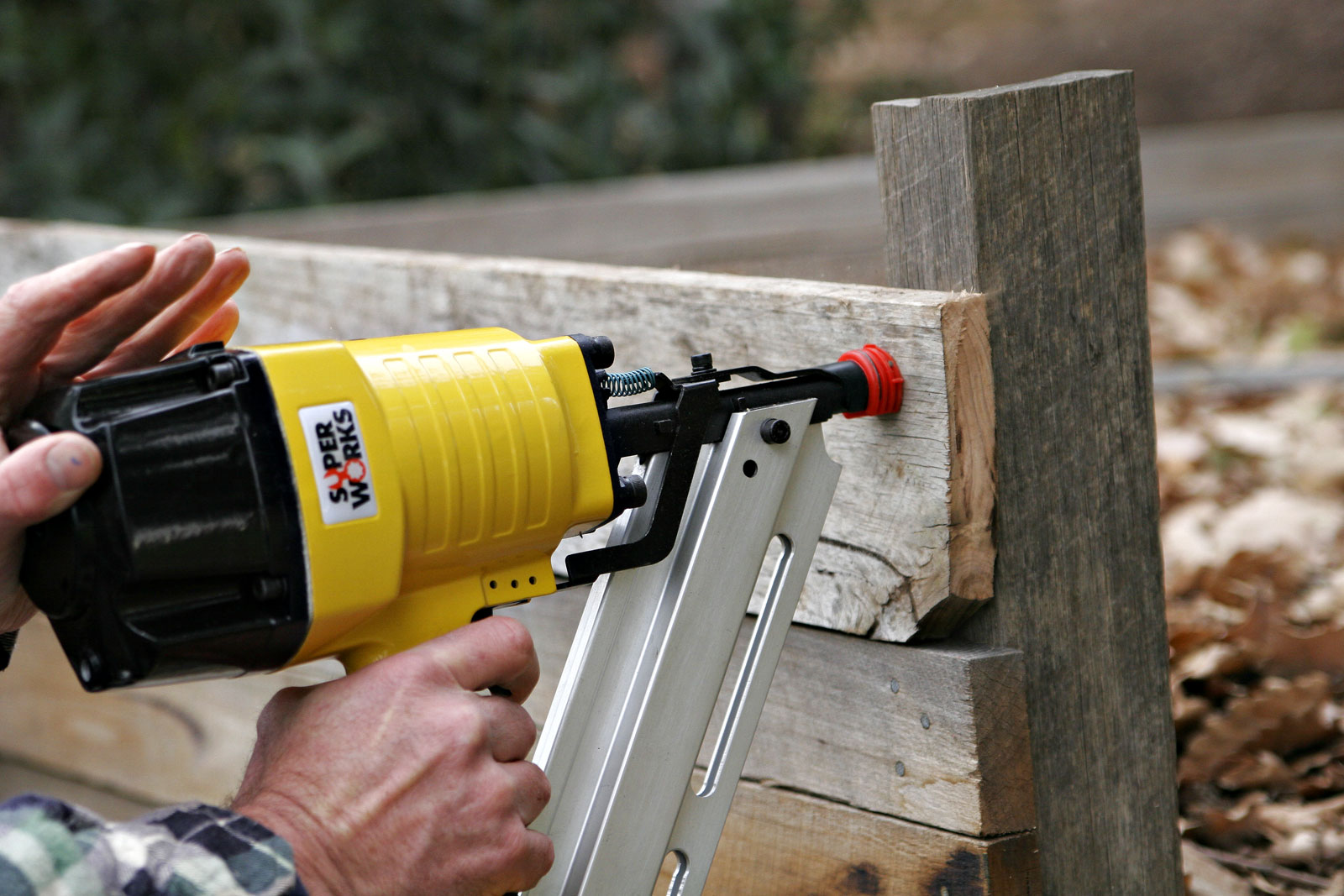
Druckluftnagler

Ein Druckluftnagler (auch: Nagelpistole) ist ein pneumatisches Werkzeug, mit dem magazinierte Nägel in verschiedene Materialien getrieben beziehungsweise geschossen werden.
Das Magazin dient dazu, mehrere Nägel so aufzubewahren, dass der Druckluftnagler sie nacheinander selbst einziehen und nageln kann, ohne dass der Bediener jeden Nagel einzeln in die Maschine einsetzen muss. Die Nägel sind entweder in einer Reihe nacheinander angeordnet oder werden als Coilnägel (coil, engl.: Rolle, Spule) in eine Trommel eingesetzt. Damit die Nägel beim Einsetzen in das Magazin in der richtigen Anordnung bleiben, sind sie durch Draht, Leim, Papier oder ein Kunststoffband miteinander verbunden.
Die Nägel werden hierbei bisweilen tiefer in das Holz getrieben, als es nur mit einem Hammer möglich wäre, weil sie mit hoher Geschwindigkeit eindringen (hohe kinetische Energie).

## Funktionsweise
Mit Hilfe von Druckluft wird ein sogenannter „Treiber“ in Bewegung gesetzt; dieser schlägt dem Nagel auf dessen Kopf und treibt ihn so ins Material. Der Rücktransport des Treibers in die Ausgangsposition erfolgt bei modernen Geräten durch Druckluft. Der Transport des nächsten Nagels unter den Treiber erfolgt per Feder, bzw. bei Coilnägeln über einen Luftkolben und Transportgreifer. Der Nagler ist somit wieder bereit, den nächsten Nagel zu verarbeiten.

## Anwendungsgebiete
- Zimmerei
- Fertighausbau
- Dachdeckerei
- Tischlerei
- Holzkistenbau (Transportkisten)
- Transportpalette
- Parkettverlegung

## Unterscheidungen

### Streifennagler

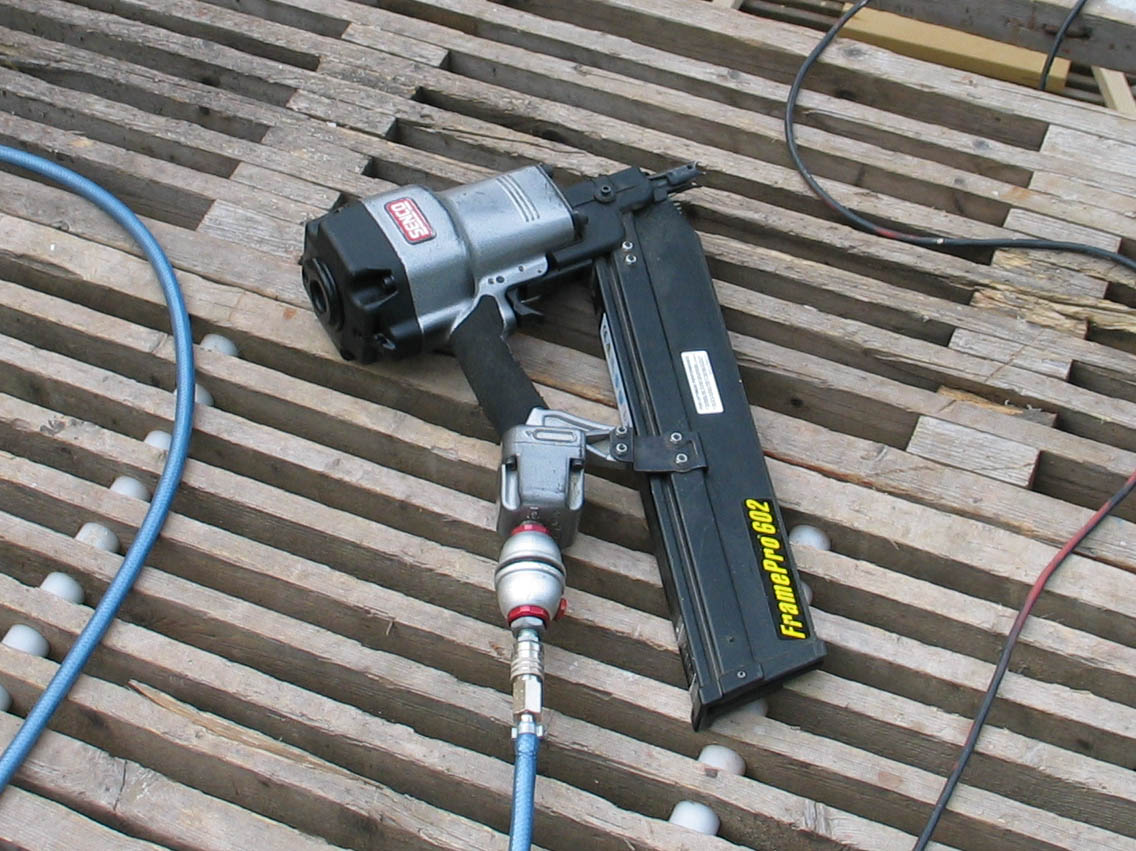
Streifennagler

Kunststoffgebunden
- Rundkopf 20°
- Ankernagel 25°

#### Papiergebunden
- Halbkopf 34° (Doranagel)
- Offsetnagel 34° – Nagelkopf ist versetzt (Exzentrizität)

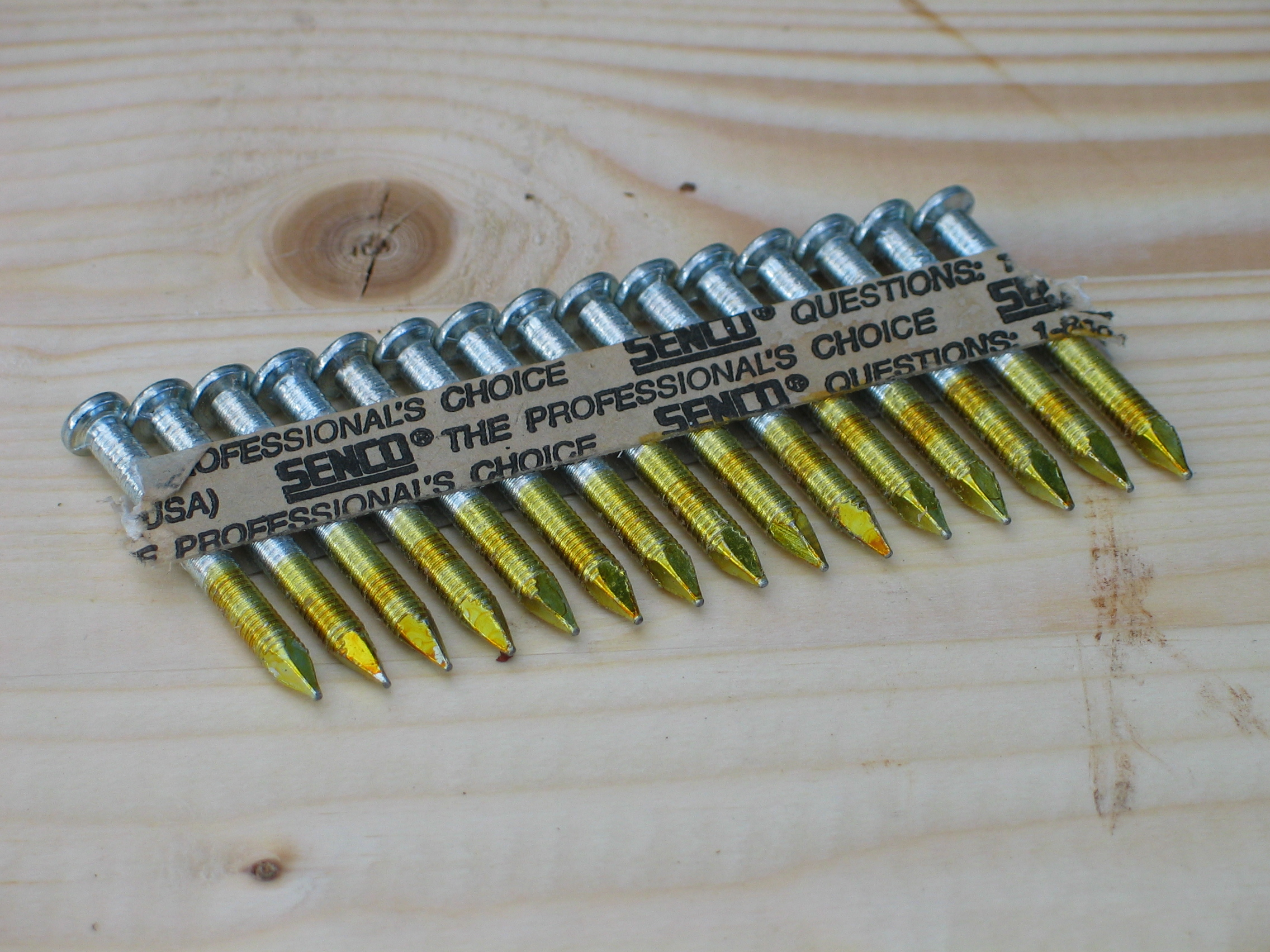
Papiergebundene Ankernägel

- Ankernagel 34°

- Joist Hanger Nagel

#### Leimgebunden
- Rundkopf
- Doppelkopf (Duplexnagel)
- Halbkopf (Doranagel)
- Offsetnagel – Nagelkopf ist versetzt (Exzentrizität)

#### Drahtgebunden
- Halbkopf (Doranagel)
- Offsetnagel – Nagelkopf ist versetzt (Exzentrizität)

### Coilnagler

#### Drahtgebunden
- Rundkopf 16°
- Dachpapp-Nagel 16°
- Doppelkopf-Nagel (Duplexnagel)

#### Sheetgebunden
- Rundkopf 16°
- Joist Hanger Nagel
- Ankernagel 15°
- Trockenbau Nagel
- Beton-/Stahlnägel (für Druckluft mit Ballistischer Spitze)

#### Leimgebunden
- Rundkopfnagel
- Marathonnagel 18°

### Antriebsarten
- Kompressor mit Luftschlauch (gängigste Methode)
- Druckluftkartusche (Druckbehälter mit hohem Druck und Reduzierventil)
- Gaskartusche (Aluzylinder gefüllt mit Butan/Propan)
- Fusionstechnik (Geschlossener Kreislauf mit Stickstoff gefüllt)
- Akku-Nagler (Leistungsstarker Lithium-Ionen Akku erzeugt Druckluft oder treibt ein Schwungrad an)